# Primary van Maryland 2012
Op 3 april 2012 werden de Republikeinse en Democratische primaries gehouden in Maryland, naar aanleiding van de Amerikaanse presidentsverkiezingen van 2012.

## Democratische Primary
Barack Obama won de voorverkiezing van de Democratische Partij met 88,4% van de stemmen in Maryland.

## Republikeinse Primary

Resultaten in Maryland per county. Oranje betekent een overwinning voor Romney, donkergroen voor Santorum.

| Maryland Republican primary 2012 | Maryland Republican primary 2012 | Maryland Republican primary 2012 | Maryland Republican primary 2012 |
| Kandidaat                        | Stemmen                          | Percentage                       | Gedelegeerden                    |
| -------------------------------- | -------------------------------- | -------------------------------- | -------------------------------- |
| Mitt Romney                      | 117.541                          | 49,2%                            | 31                               |
| Rick Santorum                    | 69.019                           | 28,9%                            | 0                                |
| Newt Gingrich                    | 26.088                           | 10,9%                            | 0                                |
| Ron Paul                         | 22.707                           | 9,5%                             | 0                                |
| Jon Huntsman                     | 1.406                            | 0,6%                             | 0                                |
| Rick Perry                       | 1.040                            | 0,4%                             | 0                                |
| Buddy Roemer                     | 858                              | 0,4%                             | 0                                |
| Fred Karger                      | 349                              | 0,1%                             | 0                                |
| Onverdeelde gedelegeerden:       | Onverdeelde gedelegeerden:       | Onverdeelde gedelegeerden:       | 6                                |
| Totaal:                          | 238.017                          | 99,99%                           | 37                               |

### Reacties
Na zijn overwinning riep Romney zijn tegenstanders weer op om de strijd te staken. "Wat we nu nodig hebben is zo snel mogelijk een kandidaat kiezen en ons richten op Barack Obama". Santorum herhaalde in zijn toespraak dat hij niet van plan was te stoppen. Eerder zei hij al dat hij zou doorgaan totdat Romney alle benodigde 1144 gedelegeerden had gewonnen. Tevens riep Santorum zijn aanhang op om actief campagne te gaan voeren in Pennsylvania, zijn thuisstaat: "Pennsylvania en de helft van alle mensen in dit land moeten nog gehoord worden. We gaan campagne voeren om ervoor te zorgen dat hun stemmen in de komende maanden gehoord gaan worden."
1789 · 1792 · 1796 · 1800 · 1804 · 1808 · 1812 · 1816 · 1820 · 1824 · 1828 · 1832 · 1836 · 1840 · 1844 · 1848 · 1852 · 1856 · 1860 · 1864 · 1868 · 1872 · 1876 · 1880 · 1884 · 1888 · 1892 · 1896 · 1900 · 1904 · 1908 · 1912 · 1916 · 1920 · 1924 · 1928 · 1932 · 1936 · 1940 · 1944 · 1948 · 1952 · 1956 · 1960 · 1964 · 1968 · 1972 · 1976 · 1980 · 1984 · 1988 · 1992 · 1996 · 2000 · 2004 · 2008 · 2012 · 2016 · 2020 · 2024